# L'Hospitalet de Llobregat
L'Hospitalet de Llobregat (em catalão e oficialmente) ou simplesmente Hospitalet é um município da Espanha na comarca de Barcelonès, província de Barcelona, comunidade autónoma da Catalunha. Tem 12,4 km² de área e em 2021 tinha 264 657 habitantes (densidade: 21 343,3 hab./km²).
Situa-se entre os municípios de Barcelona, Esplugues de Llobregat, Cornellá de Llobregat e El Prat de Llobregat, na margem esquerda do rio Llobregat. Em 2020 era o segundo município mais populoso da Catalunha e a cidade com maior densidade demográfica da Espanha.

## Divisões administrativas
L'Hospitalet de Llobregat está dividido em 7 distritos que, por sua vez, são compostos por bairros:
- Distrito I
  - El Centre
  - Sant Josep
  - Sanfeliu
- Distrito II
  - Collblanc
  - La Torrassa
- Distrito III
  - Santa Eulalia
  - Gran_Via_Sud
- Distrito IV
  - La Florida
  - Les Planes
- Distrito V
  - Pubilla Casas
  - Can Serra
- Distrito VI
  - Bellvitge
  - El Gornal
- Distrito VII
  - Distrito Económico

## Esportes
- O clube de futebol mais importante da cidade é o CE L'Hospitalet, que joga na Segunda Divisão B.
- L'Hospitalet também conta com um clube de basquete, o CB L'Hospitalet que está na liga LEB.
- Também é muito importante o Hospitalet Atletismo, anteriormente conhecido como Integra 2, a equipe de atletismo de âmbito europeu.